# Православие в Кении
История православия в Кении тесно связана с национально-освободительной борьбой против колонизаторов. В настоящее время Кения находится в юрисдикции Александрийского патриархата и на территории страны действуют 3 его епархии: Найробская митрополия, Ньерийская и Кенийских Гор епархия, Кисумская и Западной Кении епархия. С 2022 года в Кении также действуют приходы Патриаршего Экзархата Африки Русской православной церкви.

## История
В Кении в 1929 году возникли две ассоциации преподавателей из племени кикуйю. Тогда многие из миссионерских организаций, возглавлявшихся Церковью Шотландской Миссии, потребовали от своих «агентов» подписать документ, заверяющий их отрицательное отношение к вопросу о женской активности в духовной жизни, а также к просветительской организации в Восточной Африке Кикуйю. Многие преподаватели отказались и открыли свои собственные школы. Так были созданы KISA (Ассоциация независимых школ кикуйю) и KKEA (Ассоциация по образованию кикуйю-каринга). В названии второй организации используется слово каринга, что означает — чистый, но может быть также переведено, как православный. С момента начала деятельности этих двух школ многие преподаватели и ученики покинули западные миссии.
Но в результате раскола эти школы оказались вне какой-либо Церкви. По стечению обстоятельств в это время через Кению из Уганды проезжал правящий епископ неканонической Африканской православной церкви, епископ Даниил-Александр, и лидеры KISA встретились с ним, пригласив его посетить Кению снова.
В 1935 году епископ Александр приехал в Кению и открыл семинарию, где обучались 8 человек, семеро из которых спонсировало KISA, и одного KKEA. Также епископ Александр рукоположил двух священников и двух диаконов. Одним из священников был Артур Гатуна, будущий первый «чёрный» епископ Кении.
К 1932 году в Кении из организации KISA образовалась Африканская независимая церковь Пятидесятницы, а из KKEA — Африканская православная церковь.
Кенийские церковные лидеры написали письмо патриарху Мелетию II о принятии их в Александрийский патриархат. Патриарх дал положительный ответ, но вскоре умер. Кенийцы написали снова уже патриарху Христофору II. В 1942 году в Кению приехал митрополит Аксумский Николай (Абдалла) и, осмотрев всё на месте, уехал с докладом в Священный Синод. В 1946 году церковь Кении была принята в общение с Александрийским патриархатом.
Начался новый период в жизни православной церкви Кении. Сюда приезжает Апостолос Макракис, начавший здесь активную миссионерскую деятельность. В 1946—1952 годах православная церковь в Кении быстро развивается. «Тогда приходы Африканской православной церкви имели 30 тысяч активных взрослых членов Церкви с 309 храмами».
Однако в 1952 году в стране вспыхнула партизанская война против колониального режима под названием восстание Мау-Мау, которая продолжалась до 1956 года. Колониальное правительство объявило чрезвычайное положение в ответ на деятельность повстанцев. KKEA и KISA были запрещены как симпатизирующие повстанцам. Было закрыто большинство православных храмов, а многие церкви и школы были сожжены. Большинство духовенства интернировано в концентрационные лагеря.
Против колонизаторов восстали целые народы: кикуйю, эмбу и меру, доведённые до отчаяния принудительным изъятием земель и другими унижениями. Протестантское и католическое духовенство Восточной Африки осудило Мау-Мау, объявив его бунтом дикарей-язычников, и только православная церковь поддержала восстание. Немало православных было среди лесных генералов и бойцов Мау-Мау — для них война за свободу стала войной за веру.
Православная церковь была запрещена. Отец Артур Гатуна попал в тюрьму, в которой провел 10 лет вместе с будущим президентом и лидером кикуйю Джомо Кениатой.
Восстание продолжалось до 1956 года. В это же время происходила борьба за независимость на острове Кипр. Её возглавлял архиепископ Макарий III. В 1956 году он был выслан на Сейшельские острова и в 1957 году освобождён. Возвращаясь домой, он ехал через Кению, и здесь, отслужив Божественную литургию в кафедральном соборе Найроби, произнес антиколониальную проповедь, которая подтолкнула многих к борьбе. Это навсегда связало в истории имя архиепископа Макария III с Кенией.
В 1958 году была образована Восточноафриканская митрополия в городе Букобе для Уганды, Кении и Танзании. В 1963 году Кения и Кипр одновременно становятся свободными от колониальных угнетателей, а между президентом Джомо Кениатой и архиепископом Кипра Макарием III, ставшим первым президентом Кипра, устанавливаются узы дружбы.
В 1966 году в Вайтаке, Кения, учреждена Ассоциация православной молодежи Кении (OCYAK).
В январе 1970 года архиепископ Макарий посетил с официальным визитом (как президент Республики Кипр) Кению и был поражён экономической нищетой этой страны. В 1971 году архиепископ Макарий посетил Кению с визитом уже как предстоятель Кипрской православной церкви. Он много проповедовал. Президент Кениата подарил православным большой участок земли в пригороде Найроби, Рируте. Архиепископ Макарий решил здесь построить семинарию и техническую школу, заложив первый камень 22 марта 1971 года. Также на это строительство он пожертвовал 10 млн кенийских шиллингов. Кроме того, архиепископ Макарий крестил тысячи людей у реки Кагеры и в Ньери, на границе с Танзанией. Причём ближайшее окружение архиепископа действовали как крёстные отцы одному и более детям. Многие хотели получить имя Макарий.
В 1973 году хиротонисан епископ для Кении, им стал Георгий Артур Гатуна. В это время Кения насчитывала 13 приходов. В июне 1974 года было закончено строительство семинарии, но её не смогли открыть, так как на Кипре начался кризис. Турция напала на остров, и архиепископ Макарий, как глава государства, был втянут в политическую борьбу, более того, из-за путча «чёрных полковников» в Греции он был вынужден даже ненадолго покинуть страну. Он не имел возможности создать преподавательский коллектив и как-либо руководить семинарией.
Семинария была открыта лишь в 1982 году и названа в честь её основателя — Патриаршая семинария архиепископа Макария III. Обучение в ней шестилетнее. «Она имеет всеафриканское значение — в ней обучаются студенты из многих стран Африки. За время своего существования она выпустила около двухсот человек. Учёба здесь соединяется с катехизаторской деятельностью — это её особенность. На сегодняшний день здесь обучаются 42 студента, дипломированные специалисты выезжают за рубеж для обучения в Греции и Америке». Ректором семинарии в 1990-е годы был епископ Рирутский Макарий (Тиллиридис).
Семинария играет значительную роль в становлении Церкви. Божественная литургия, утреня и вечерня, службы крещения и отпевания, и некоторые другие были переведены на одиннадцать языков Кении. Эти переводы помогали делать студенты и преподаватели семинарии.
Сначала православие было развито только у угандийской границы, затем оно распространилось в западные и центральные провинции Кении. Миссионерство развивается посредством личного общения, посещения родственников и т. д. Например, в 1982 году один из выпускников семинарии, чья семья поселилась среди племени туркана, за год обратил 156 человек. Сегодня здесь действует несколько церквей, и литургия совершается на местном языке.
В Кении в своё время трудился известный здесь миссионер Анастасий (Яннулатос), позже занимавший место предстоятеля Албанской православной церкви.
Действуют 114 приходов и, помимо постоянных общин, действуют 77 миссионерских центров (по состоянию на 1995 год). Постоянно оказывают помощь Элладская, Кипрская, Финляндская церкви, архиепископии Америки, Австралии, правительства Греции и Кипра, частные лица.
Тем не менее, насущными проблемами являются недостаток образованных священнослужителей, средств для передвижения и вопросы строительства капитальных церковных зданий. Другой проблемой является нехватка богослужебных книг, церковной утвари и облачений, которые иногда приходится переносить из прихода в приход.
Численность православных составляет несколько сот тысяч человек. Под данным Всемирного совета церквей — 620 000, однако в это число были включены и верующие Коптской Ориентальной церкви.
В 2012 православие принял Фидель Одинга, сын премьер-министра Кении Раилы Одинги, с именем Макарий. Вскоре после, 28 июля этого он был повенчан митрополитом Кенийским Макарием в кафедральном соборе святых бессребреников Космы и Дамиана в Найроби с Гетачеу Бэкэлэ (Lwam Getachew Bekele), уроженкой Эритреи.
С 8 ноября 2019 г когда Александрийский Патриарх Феодор II признал раскольническую "ПЦ Украины" начались массовые протесты Кенийского духовенства против перехода в раскол всё большего числа греческих епископов и священнослужителей, в ответ последовали гонения, после чего афро-Кенийские священники начали проситься в РПЦ. 
С января 2022 года начался массовый переход из Александрийского патриархата в РПЦ, ныне в Южноафриканской епархии в составе Патриаршего экзархата Африки (Русская Православная Церковь). В феврале 2025 - в РПЦ числилось 107 священников (100 - перешли из АПЦ + 7 - рукоположены в РПЦ), кроме того 8 священников перешедших было в РПЦ опять вернулись в АПЦ; ещё 23 священников, просившихся в РПЦ, не приняли по причине плохой репутации или по неосновательности прошений или они сами передумали, Двое священников - умерли. В итоге было образовано 10 благочиний - Вихига, Какамега, Лугари, Меру, Мигори, Нанди, Ниери, Хомабэй, Центральное во главе с благочинными. Количество прихожан постоянно растёт и приближается к 10000 человек.